# Корнаков, Владимир Васильевич
Влади́мир Васи́льевич Корнако́в (29 декабря 1929 — 10 марта 2015) — советский прозаик, народный писатель Бурятии, член Союза писателей СССР с 1966 года, лауреат Республиканской премии Бурятской АССР в области литературы и искусства (1984 год), лауреат премии имени Исая Калашникова (2006, за роман «Дикое поле»).

## Биография
Родился в 1929 году. Детские и школьные годы прошли в Баунтовском аймаке Бурят-Монгольской АССР.
Трудовую деятельность начал 12-летним подростком — в годы Великой Отечественной войны был егерем, охотником-промысловиком, плотником, сапожником, лесозаготовителем.
В 1948 году окончил школу фабрично-заводского обучения в Улан-Удэ, работал слесарем на Улан-Удэнского паровозо-вагонного завода. Учился заочно на отделении журналистики Уральского государственного университета в Свердловске.
В 1950—1953 гг. проходил военную службу в рядах Советской Армии механиком-водителем в Китайской Народной Республике.
В 1954—1969 гг. с перерывами работал в газете «Бурят-Монгольский комсомолец», в Бурятской государственной телерадиокомпании (1961—1963 гг.), одновременно окончил вечернюю среднюю школу (1953—1956).
Участник совещания молодых писателей Сибири и Дальнего Востока (1965) в г. Чите. Член Союза писателей СССР с 1966 года.
По рекомендации этого совещания поступил и окончил Высшие курсы при Литературном институте им. М. Горького (1969—1971).
Долгое время работал в журнала «Байкал», был ответственным секретарем (1971—1972) и заместителем главного редактора (1972—1989).

## Творчество
Творческий путь начал в 1960-е годы. Основным произведением писателя является «эвенкийская трилогия»: «В гольцах светает», «Красные берёзы», «Время опадания листьев».
Первый роман эвенкийской трилогии «В гольцах светает» был опубликован в Улан-Удэ в 1962 году и выдержал несколько переизданий в Улан-Удэ (1979) и Москве (1967, 1974).
Второй роман — «Красные берёзы» вышел в Улан-Удэ (1981) и Москве (1986).
Завершающий эвенкийскую трилогию роман «Время опадания листьев» вышел в Улан-Удэ в 1987 г.
В 1966 г. опубликован роман «Плавка», в 2005 г. — первая книга романа в двух книгах «Дикое поле» — «Путь в Дауры», основанное на подлинных исторических событиях, происходивших в Прибайкалье и Забайкалье в середине XVII в.
Автор сборников рассказов, повестей, очерков «Неоконченный разговор» (1965), «Исцеление» (1967), «Талан» (1969), «Поединок» (1970), «Двое в тайге» (1971), «Приключения маленького таёжника» (1971), «Чеглок» (1972), «Забайкальская повесть» (1973), «В пути» (1973), «Шатун» (1975), «След» (1975).